# Kamiakin

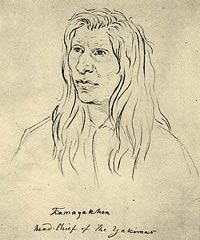
Kamiakin.

Kamiakin fue un jefe de la tribu Yakima, población amerindia de los Estados Unidos.
Kamiakin nació hacia el año 1800 cerca de la actual Asotin, Washington. Su padre fue un indio Palus y su madre una Yakima. Kamiakin tuvo dos hermanos, llamados Skloom y Show-a-way. De niño, Kamiakin y su hermano Skloom volvieron al pueblo de su madre. Durante la Guerra Yakima de la década de 1850, Kamiakin formó una alianza con 14 tribus que habitaban en la zona. Esta alianza se formó para iniciar un levantamiento contra los representantes del gobierno en el territorio de Washington. Tras la derrota de los indios por el ejército en 1858, Kamiakin huyó a Canadá para escapar al arresto y posterior ejecución.  Falleció en 1877.